# NGC 5433
NGC 5433 је спирална галаксија у сазвежђу Ловачки пси која се налази на NGC листи објеката дубоког неба.
Деклинација објекта је + 32° 30' 37" а ректасцензија 14h 2m 36,1s. Привидна величина (магнитуда) објекта NGC 5433 износи 13,5 а фотографска магнитуда 14,1. NGC 5433 је још познат и под ознакама UGC 8954, MCG 6-31-50, CGCG 191-38, KUG 1400+327, IRAS 14003+3245, PGC 50012.